# Église Saint-Nicolas de Karlovčić
Pour les articles homonymes, voir Église Saint-Nicolas.
L'église Saint-Nicolas de Karlovčić (en serbe cyrillique : Црква Светог Николе у Карловчићу ; en serbe latin : Crkva Svetog Nikole u Karlovčiću) est une église orthodoxe serbe située à Karlovčić, dans la province de Voïvodine, dans le district de Syrmie et dans la municipalité de Pećinci en Serbie. Elle est inscrite sur la liste des monuments culturels de grande importance de la république de Serbie (identifiant no SK 1263).

## Présentation
L'église a été construite en 1809. Elle est constituée d'une nef unique prolongée par une abside demi-circulaire ; la façade occidentale est dominée par le clocher. La décoration des façades est relativement simple, avec des corniches moulurées courant sous le toit et des pilastres encadrant les ouvertures. Quatre petits tympans triangulaires rythment la zone du clocher.
À l'intérieur, la nef est voûtée en berceau. Les parois sont décorées de fresques ; sur les parties voûtées sont représentés le Christ avec les anges et les apôtres, la Descente de l'Esprit-Saint sur les Apôtres et le Christ dans la maison de Marthe et Marie ; sur les murs se trouvent des représentations des martyrs. L'iconostase, de style classique a été réalisée en 1841 par le sculpteur sur bois Savo Ljubinković ; elle a été peinte par Petar Čortanović en 1844–1845.
Des travaux de conservation et de restauration ont été effectués sur l'église entre 1978 et 1984.